# La Corbaz

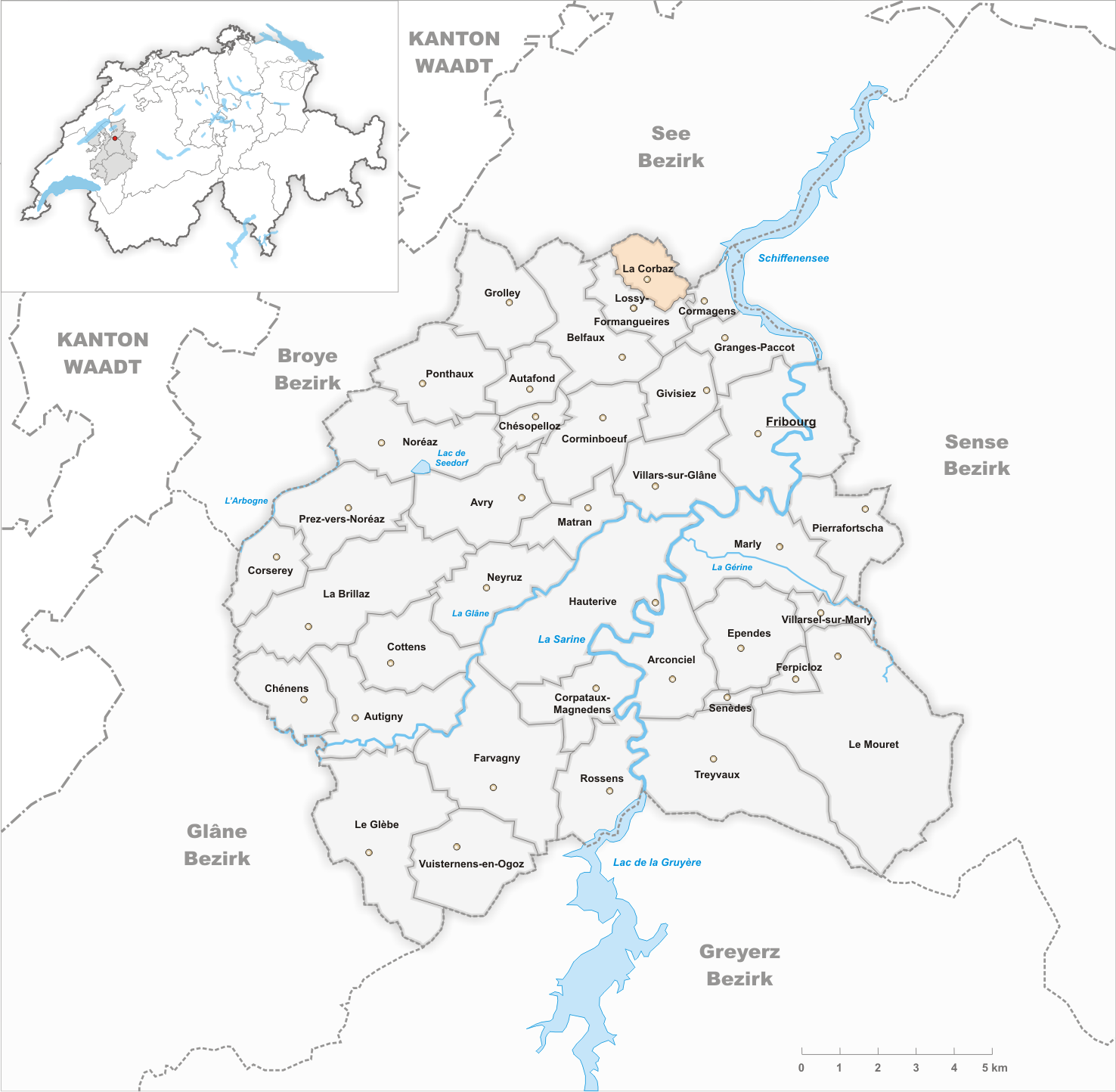
Gemeindestand vor der Fusion am 1. Januar 2004

La Corbaz ist eine Ortschaft und früher selbständige politische Gemeinde im District de la Sarine (deutsch: Saanebezirk) des Kantons Freiburg in der Schweiz. Am 1. Januar 2004 wurde La Corbaz mit Cormagens und Lossy-Formangueires in der neuen Gemeinde La Sonnaz zusammengeschlossen. La Corbaz ist auch die früher gebräuchliche französische Bezeichnung für die Ortschaft Cordast im Seebezirk, Kanton Freiburg (heute Teil von Gurmels).

## Geographie
La Corbaz liegt auf 647 m ü. M., 5 km nordwestlich der Kantonshauptstadt Freiburg (Luftlinie). Das Dorf erstreckt sich an aussichtsreicher Lage am nördlichen Talhang der Sonnaz, im Molassehügelland des Freiburger Mittellandes. Die ehemalige Gemeindefläche betrug rund 2,3 km². Das Gebiet reichte von der breiten Talmulde der Sonnaz nordwärts über den Hang von La Corbaz auf den Waldhügel Bois de la Corbaz (700 m ü. M.). Die westliche Grenze bildete das Erosionstälchen Les Riaux.

## Bevölkerung
Mit 298 Einwohnern (2002) zählte La Corbaz vor der Fusion zu den kleinen Gemeinden des Kantons Freiburg. Im Jahr 1850 hatte das Dorf 147 Einwohner, 1900 166 Einwohner, 1970 jedoch nur noch 111 Einwohner, bevor wieder ein markantes Bevölkerungswachstum verzeichnet wurde. Zu La Corbaz gehören mehrere Einzelhöfe.
Einwohnerzahlen: Volkszählungsdaten

## Wirtschaft
La Corbaz lebt noch heute von der Landwirtschaft, insbesondere vom Ackerbau, dem Obstbau und der Viehzucht. In den letzten Jahrzehnten hat sich das Dorf dank seiner attraktiven Lage zu einer Wohngemeinde entwickelt. Die meisten Erwerbstätigen sind deshalb Wegpendler, die hauptsächlich in der Region Freiburg arbeiten.

## Verkehr
Das Dorf liegt abseits der grösseren Durchgangsstrassen, die Hauptzufahrt erfolgt von Cormagens. Der nächste Anschluss an die Autobahn A12 (Bern-Vevey) befindet sich rund 4 km vom Ortskern entfernt. La Corbaz ist von Montag bis Freitag durch eine Buslinie der Transports publics Fribourgeois nach Belfaux an das Netz des öffentlichen Verkehrs angeschlossen. Die nächsten Bahnhöfe an der Eisenbahnlinie Freiburg-Murten befinden sich in Pensier und in Belfaux.

## Geschichte
Das Gebiet von La Corbaz war schon sehr früh besiedelt, was anhand des Fundes einer Nekropole aus der Hallstattzeit nachgewiesen werden konnte. Die erste urkundliche Erwähnung des Ortes erfolgte 1294 unter dem Namen La Corbassieri.
Seit dem Mittelalter unterstand La Corbaz den Herren von Englisberg, jedoch hatten auch die Familie Praroman und das Bürgerspital Freiburg Grundbesitz auf dem Gebiet. Spätestens ab 1442 gelangte das Dorf unter die Herrschaft von Freiburg und wurde der Alten Landschaft (Spitalpanner) zugeordnet. Nach dem Zusammenbruch des Ancien Régime (1798) gehörte La Corbaz während der Helvetik und der darauf folgenden Zeit zum Bezirk Freiburg, bevor es 1848 mit der neuen Kantonsverfassung in den Saanebezirk eingegliedert wurde. Seit 1866 wurden die Gemeinden La Corbaz und Cormagens durch denselben Gemeinderat verwaltet. Einer möglichen Fusion widersetzte sich jedoch Cormagens im Jahr 1981.
Im Rahmen der vom Kanton Freiburg seit 2000 geförderten Gemeindefusionen entschieden sich die Stimmberechtigten von La Corbaz am 20. Mai 2003 mit einer Ja-Mehrheit von 75 % für das Zusammengehen mit den Gemeinden Cormagens und Lossy-Formangueires. Mit Wirkung auf den 1. Januar 2004 trat deshalb die Fusion zur neuen Gemeinde La Sonnaz in Kraft.

## Sehenswürdigkeiten
Die Marienkapelle geht auf das späte 13. Jahrhundert zurück, wurde aber 1663 umfassend restauriert und umgestaltet. La Corbaz gehört zur Pfarrei Belfaux.